# St. Ann, Missouri
St. Ann är en ort i St. Louis County i delstaten Missouri, USA.